# ヤセの断崖
ヤセの断崖（ヤセのだんがい）は、石川県羽咋郡志賀町笹波にある断崖絶壁である。能登金剛と呼ばれる複雑に入り組んだ海岸線や奇岩・奇勝の数々が見渡せる。また、松本清張の小説を原作としたサスペンス映画『ゼロの焦点』の舞台として知られている。

## 概要
能登半島中部の景勝地能登金剛に位置している。「ヤセ」という名称は、断崖周辺の土地が痩せて農作物が栽培できなかったこと、断崖の上に立ち身を乗り出して崖下を覗くと「身が痩せる思いがする」ことが由来とされている。
日本海からの波と風により、侵食と風化で形成された断崖絶壁で崖上は海抜35mあるとされる（高いところでは海面から50mとする資料もある）。また、ヤセの断崖の南側には源頼朝の追っ手から逃れるため、源義経などが舟を隠したとされる入江「義経の舟隠し」もある。
能登金剛は石川県の「新ふるさと探勝50選」に選ばれており、ヤセの断崖付近には遊歩道が整備されている（ただし強風の日は危険とされている）。
2007年3月25日に発生した能登半島地震によって崖の先端部分が崩落しており、現在も先端部分は立入禁止となっている。

## 作品の描写
1961年に公開された映画『ゼロの焦点』では、クライマックスで主人公（久我美子）と犯人（高千穂ひづる）が対峙し、犯人が罪を告白するシーンとして登場している。このとき、監督を務めた野村芳太郎のアレンジにより、本来原作にはなかった崖の上でのシーンが追加されることになった。この崖の上で対峙するシーンは、様々な映画やのちの2時間ドラマなどでも多く演出として使用されるようになり、この演出は『ゼロの焦点』が始まりとされている。なお、2009年公開の同作（犬童一心の監督作）でも舞台として登場している。
この作品が大ヒットしたことによって、能登半島全体に観光客が多く訪れる観光ブームをもたらした。その一方で、犯人役が身を投じたことに影響を受け、ヤセの断崖周辺では自殺するために身を投じたケースが相次ぐことになった。これを案じ、松本は哀悼の意を込めた歌碑を断崖周辺に建立している。

## アクセス
自動車
- のと里山海道西山ICより約40分。

公共交通機関
- 羽咋駅から北鉄能登バス「富来」行き乗車。なお、近傍の路線バス（外浦線）はコロナ禍と利用者の減少に伴い2021年に廃止されたため[7]、富来バス停または羽咋駅からタクシーを利用することになる。